# Hjuldampskibet Slesvig
Hjuldampskibet Slesvig blev bygget i Glasgow, Skotland i 1845 til brug for postvæsenet. Det var udstyret med en motor på 500 HK.     

## Tekniske data

### Generelt
- Længde: 54,3 m
- Bredde:  7,8 m
- Dybgang: 2,8 m
- Deplacement: 740 ton

### Armering
- Artelleri: 12 styk 3 pund kanoner.

## Tjeneste
- Søsat i 1845. Indkøbt til Postvæsenet. Udlånt til Marinen og krigsudrustet 1848-50. Anvendt som kongeskib i 1856-79. I 1884 igen overtaget af Marinen og ombygget til transportskib. I 1892 klassificeret som kaserneskib. Ophugget i 1893.